# Open d'Australie (badminton)
Pour les articles homonymes, voir Open d'Australie (homonymie).
L'Open d'Australie, en anglais : Australian Open, est un tournoi international annuel de badminton créé en 1975, faisant partie des 12 tournois classés Super Series par la BWF. Il est organisé de façon régulière par la Fédération australienne de badminton et la Confédération de badminton d'Océanie depuis 1989.
Sa dénomination précédente était Australian International.

## Histoire
La 1re édition a eu lieu en 1975 en Australie. D'abord d'envergure nationale et régionale, il attire de plus en plus de joueurs de toute l'Océanie et d'Asie du Sud-Est. C'est à partir des années 2000 que le tournoi prend vraiment une dimension internationale en intégrant les circuits professionnels de la Fédération internationale de badminton (IBF puis BWF). 
L'édition de 1999 a été particulièrement relevée puisqu'il s'agissait d'une répétition générale avant les Jeux de Sydney en 2000.
En 2011, il est promu parmi les tournois classés BWF Grand Prix Gold puis en 2014, il accède au cercle restreint des tournois classés SuperSeries, à la place des Masters de Chine. Il est alors doté de 750 000 $. En 2018, il intègre le nouveau circuit BWF World Tour en catégorie Super 300 ; il est ensuite promu en Super 500 à partir de 2023.
C'est le tournoi le plus important en Océanie devant l'Open de Nouvelle-Zélande et les Internationaux des Fidji.

## Lieu de la compétition
En 2014, l'Open d'Australie s'est déroulé au State Sports Centre de Sydney. Précédemment, il a eu lieu au Sydney Convention and Exhibition Centre, au Melbourne Sports and Aquatic Centre (en) (de 2009 à 2011) ou encore à Ballarat.

## Résultats
| Année                    | Simple hommes                                                       | Simple dames                                                        | Double hommes                                                       | Double dames                                                        | Double mixte                                                        |
| ------------------------ | ------------------------------------------------------------------- | ------------------------------------------------------------------- | ------------------------------------------------------------------- | ------------------------------------------------------------------- | ------------------------------------------------------------------- |
| 1982                     |                                                                     | Nettie Nielsen                                                      |                                                                     |                                                                     |                                                                     |
| 1989                     | Sze Yu                                                              | Anna Oi Chan Lao                                                    | Peter Blackburn Gordon Lang                                         | Teresa Lian Anna Oi Chan Lao                                        | He Tim Anna Oi Chan Lao                                             |
| 1990                     | Ardy Wiranata                                                       | Susi Susanti                                                        | Jalani Sidek Razif Sidek                                            | Rhonda Cator Anna Oi Chan Lao                                       | He Tim Anna Oi Chan Lao                                             |
| 1991                     | He Tim                                                              | Anna Oi Chan Lao                                                    | Chan Siu Kwong Ng Pak Kum                                           | Rhonda Cator Anna Oi Chan Lao                                       | He Tim Anna Oi Chan Lao                                             |
| 1992                     | Eddy Kurniawan                                                      | Song Yang                                                           | Peter Blackburn Mark Nichols                                        | Amanda Hardy Lisa Campbell                                          | Ong Beng Teong Wendy Shinners                                       |
| 1993                     | He Tim                                                              | Song Yang                                                           | Peter Blackburn Mark Nichols                                        | Amanda Hardy Lisa Campbell                                          | Mark Nichols Amanda Hardy                                           |
| 1994                     | Jefry Tjoandi                                                       | Lisa Campbell                                                       | Peter Blackburn Mark Nichols                                        | Wendy Shinners Song Yang                                            | Mark Nichols Amanda Hardy                                           |
| 1995                     | Paul Stevenson                                                      | Lisa Campbell                                                       | Peter Blackburn Paul Staight                                        | Amanda Hardy Rhonda Cator                                           | Paul Stevenson Amanda Hardy                                         |
| 1996                     | Tam Kai Chuen                                                       | Lisa Campbell                                                       | Chow Kin Man Ma Che Kong                                            | Kennie Asuncion Amparo Lim                                          | Peter Blackburn Rhonda Cator                                        |
| 1997                     | Ng Wei                                                              | Li Feng                                                             | David Bamford Peter Blackburn                                       | Tammy Jenkins Rhona Robertson                                       | Murray Hocking Lisa Campbell                                        |
| 1998                     | Rio Suryana                                                         | Michaela Smith                                                      | David Bamford Peter Blackburn                                       | Rhonda Cator Amanda Hardy                                           | Peter Blackburn Rhonda Cator                                        |
| 1999                     | Rio Suryana                                                         | Sandra Dimbour                                                      | Kim Dong-moon Yoo Yung-sung                                         | Ra Kyung-min Lee Hyo-jung                                           | Michael Keck Erica van den Heuvel                                   |
| 2000                     | Pas de compétition en raison de l'organisation des Jeux Olympiques  | Pas de compétition en raison de l'organisation des Jeux Olympiques  | Pas de compétition en raison de l'organisation des Jeux Olympiques  | Pas de compétition en raison de l'organisation des Jeux Olympiques  | Pas de compétition en raison de l'organisation des Jeux Olympiques  |
| 2001                     | Colin Haughton                                                      | Lenny Permana                                                       | Ashley Brehaut Travis Denney                                        | Tammy Jenkins Rhona Robertson                                       | Daniel Shirley Sara Runesten-Petersen                               |
| 2002                     | Sairul Amar Ayob                                                    | Lenny Permana                                                       | Jeremy Gan Kean Kok Ng                                              | Sara Runesten-Petersen Bei Wu                                       | Daniel Shirley Sara Runesten-Petersen                               |
| 2003                     | Shoji Sato                                                          | Chie Umezu                                                          | Liu Kwok Wa Albertus Susanto Njoto                                  | Akiko Nakashima Ai Hirayama                                         | Ng Kean Kok Chor Hooi Yee                                           |
| 2004                     | Andrew Smith                                                        | Huang Chia-chi                                                      | Boyd Cooper Travis Denney                                           | Renuga Veeran Susan Wang                                            | Travis Denny Kellie Lucas                                           |
| 2005                     | Andrew Smith                                                        | Petra Overzier                                                      | Boyd Cooper Travis Denney                                           | Kate Wilson-Smith Kellie Lucas                                      | Travis Denney Kate Wilson-Smith                                     |
| 2006                     | Ismail Saman                                                        | Huang Chia-chi                                                      | John Gordon Daniel Shirley                                          | Rintan Apriliana Yukina Imura                                       | Daniel Shirley Joanne Quay                                          |
| International Series     |                                                                     |                                                                     |                                                                     |                                                                     |                                                                     |
| 2007                     | John Moody                                                          | Kanako Yonekura                                                     | Aji Basuki Sindoro Ashley Brehaut                                   | Aya Wakisaka Ikue Tatani                                            | Renee Flavell Craig Cooper                                          |
| 2008                     | Lee Tsuen Seng                                                      | Mizuki Fujii                                                        | Choi Sang-won Kim Sa-rang                                           | Yasuyo Imabeppu Shizuka Matsuo                                      | Chen Hung-ling Chou Chia-chi                                        |
| BWF Grand Prix           |                                                                     |                                                                     |                                                                     |                                                                     |                                                                     |
| 2009                     | Dionysius Hayom Rumbaka                                             | Maria Febe Kusumastuti                                              | Gan Teik Chai Tan Bin Shen                                          | Huang Chia-chi Tang Hetian                                          | Yohan Hadikusumo Chau Hoi Wah                                       |
| 2010                     | Nguyễn Tiến Minh                                                    | Seo Yoon-hee                                                        | Hiroyuki Endo Kenichi Hayakawa                                      | Kim Min-seo Lee Kyung-won                                           | Cho Gun-woo Kim Min-seo                                             |
| BWF Grand Prix Gold      |                                                                     |                                                                     |                                                                     |                                                                     |                                                                     |
| 2011                     | Sho Sasaki                                                          | Liu Xin                                                             | Hiroyuki Endo Kenichi Hayakawa                                      | Shizuka Matsuo Mami Naito                                           | Songphon Anugritayawon Kunchala Voravichitchaikul                   |
| 2012                     | Chen Jin                                                            | Han Li                                                              | Markis Kido Hendra Setiawan                                         | Luo Ying Luo Yu                                                     | Chen Hung-ling Cheng Wen-hsing                                      |
| 2013                     | Tian Houwei                                                         | Sayaka Takahashi                                                    | Angga Pratama Ryan Agung Saputra                                    | Variella Aprilsasi Vita Marissa                                     | Irfan Fadhilah Weni Anggraini                                       |
| BWF Super Series         |                                                                     |                                                                     |                                                                     |                                                                     |                                                                     |
| 2014                     | Lin Dan                                                             | Saina Nehwal                                                        | Lee Yong-dae Yoo Yeon-seong                                         | Tian Qing Zhao Yunlei                                               | Ko Sung-hyun Kim Ha-na                                              |
| 2015                     | Chen Long                                                           | Carolina Marín                                                      | Lee Yong-dae Yoo Yeon-seong                                         | Ma Jin Tang Yuanting                                                | Lee Chun Hei Chau Hoi Wah                                           |
| 2016                     | Hans-Kristian Vittinghus                                            | Saina Nehwal                                                        | Marcus Fernaldi Gideon Kevin Sanjaya Sukamuljo                      | Bao Yixin Chen Qingchen                                             | Lu Kai Huang Yaqiong                                                |
| 2017                     | Srikanth Kidambi                                                    | Nozomi Okuhara                                                      | Takeshi Kamura Keigo Sonoda                                         | Misaki Matsutomo Ayaka Takahashi                                    | Zheng Siwei Chen Qingchen                                           |
| BWF World Tour Super 300 |                                                                     |                                                                     |                                                                     |                                                                     |                                                                     |
| 2018                     | Lu Guangzu                                                          | Cai Yanyan                                                          | Berry Angriawan Hardianto                                           | Ayako Sakuramoto Yukiko Takahata                                    | Seo Seung-jae Chae Yoo-jung                                         |
| 2019                     | Jonatan Christie                                                    | Chen Yufei                                                          | Ko Sung-hyun Shin Baek-cheol                                        | Yuki Fukushima Sayaka Hirota                                        | Wang Yilyu Huang Dongping                                           |
| 2020, 2021,              | Éditions annulées en raison de la pandémie de Covid-19 en Australie | Éditions annulées en raison de la pandémie de Covid-19 en Australie | Éditions annulées en raison de la pandémie de Covid-19 en Australie | Éditions annulées en raison de la pandémie de Covid-19 en Australie | Éditions annulées en raison de la pandémie de Covid-19 en Australie |
| 2022                     | Shi Yuqi                                                            | An Se-young                                                         | Liu Yuchen Ou Xuanyi                                                | Zhang Shuxian Zheng Yu                                              | Seo Seung-jae Chae Yoo-jung                                         |
| BWF World Tour Super 500 |                                                                     |                                                                     |                                                                     |                                                                     |                                                                     |
| 2023                     | Weng Hongyang                                                       | Beiwen Zhang                                                        | Kang Min-hyuk Seo Seung-jae                                         | Kim So-yeong Kong Hee-yong                                          | Feng Yanzhe Huang Dongping                                          |
| 2024                     |                                                                     |                                                                     |                                                                     |                                                                     |                                                                     |